# Euphorbia pestalozzae
Euphorbia pestalozzae är en törelväxtart som beskrevs av Pierre Edmond Boissier. Euphorbia pestalozzae ingår i släktet törlar, och familjen törelväxter. Inga underarter finns listade i Catalogue of Life.